# 本岡典子
本岡典子（もとおか のりこ、1956年-）は、日本のノンフィクション作家。

## 人物
兵庫県生まれ。兵庫県立加古川西高等学校、関西学院大学卒。サンテレビアナウンサーを経て文筆に転じる。

## 著書
- 『キミはどこから来たの 愛といのちと地球のはなし』学陽書房, 1992年5月。ISBN 4313870016
- 『男時間では生きられない 仕事結婚出産生きがい』情報センター出版局, 1993年5月。ISBN 4795814120
- 『ある夫婦のかたち 「もう一度」と考える妻たち』三五館, 1996年4月。ISBN 4883200744
- 『ダイアナ・クライシス 惑いの季節、朱夏を生きる女たち』三五館, 2000年7月。ISBN 4883202011
- 『魂萌え!の女たち 祝祭の季節を生きる』岩波書店, 2006年11月。ISBN 4000237713
- 『流転の子 最後の皇女・愛新覚羅嫮生』中央公論新社, 2011年8月。ISBN 978-4120042690。新版・2025年7月
- 『100歳夫婦力! 二人で始めるピンピン・キラリ』中央公論新社, 2016年1月。ISBN 978-4120047879